# Hesslandella
Hesslandella is een geslacht van uitgestorven kreeftachtigen uit de klasse van de Ostracoda (mosselkreeftjes).

## Soorten
- Hesslandella falcatosulcata (Hessland, 1949) Henningsmoen, 1953 †
- Hesslandella macroreticulata (Hessland, 1949) Henningsmoen, 1953 †
- Hesslandella nodosa (Hessland, 1949) Henningsmoen, 1953 †
- Hesslandella panis Schallreuter, 1964 †
- Hesslandella plana (Neckaja, 1958) Meidla, 1983 †
- Hesslandella quanta (Sarv, 1959) Schallreuter, 1970 †
- Hesslandella sztejnae Olempska, 1994 †
- Hesslandella unica (Sarv, 1959) Ivanova, 1990 †
- Hesslandella uralensis Rozhdestvenskaya, 1962 †
- Hesslandella verrucosa Schallreuter, 1993 †